# Кубино
Кубино — деревня в Череповецком районе Вологодской области.
Входит в состав Ягановского сельского поселения, с точки зрения административно-территориального деления — в Ягановский сельсовет.
Расстояние по автодороге до районного центра Череповца — 45 км, до центра муниципального образования Яганово — 15 км. Ближайшие населённые пункты — Умлянда, Большое Красново, Карельская Мушня.
По данным переписи в 2002 году постоянного населения не было.